# Station Siemianowice Bytków
Station Siemianowice Bytków is een spoorwegstation in de Poolse plaats Siemianowice Śląskie.